# Jean-Marc de Pas
Jean-Marc de Pas, né le 19 décembre 1962 à Rouen (Seine-Maritime), est un sculpteur et paysagiste français.
Il crée des sculptures monumentales et conçoit le Jardin des sculptures au château de Bois Guilbert.

## Biographie
Jean-Marc de Pas naît le 19 décembre 1962 à Rouen. Il grandit dans le domaine familial où, à partir de 1985, il crée les jardins de sculptures de Bois-Guilbert. Il étudie à Paris à la Sorbonne et obtient son doctorat en arts et sciences de l'art en 1995.
Il est membre correspondant de l'Académie des sciences, belles-lettres et arts de Rouen.

## Œuvres

### Sculptures monumentales

#### À l'Armada de Rouen
En 1999, lors de l'Armada du siècle, le rassemblement à Rouen des plus grands voiliers du monde, Jean-Marc de Pas sculpte sur les quais devant les visiteurs les Bustes des Conquérants : Jacques Cartier, Cavelier de la Salle, Christophe Colomb, James Cook, Fernand de Magellan, Jean-François de la Pérouse et Marco Polo. Lors de l’Armada Rouen 2003, il complète les bustes avec ceux de Jean Ango, Jean de Béthencourt, Vasco de Gama, Giovanni da Verrazzano et Amerigo Vespucci.
En 2007, dix des bustes des Grands Navigateurs sont installés sur le pont Boieldieu à Rouen.
Pendant l’Armada 2008, il sculpte Femmes des cinq continents.

#### Sujets religieux
En 1993, il sculpte à Esteville la statue en résine bronze de l'abbé Pierre assis dans une pose méditative. L'œuvre est exposée dans les jardins de Bois-Guilbert.
En 2012, il crée le haut-relief du pape Jean-Paul II pour la basilique Sainte-Clotilde de Paris. Le processus créatif est filmé dans son atelier par les caméras de Ma vie d'artiste qui présentent les sculptures des jardins de Bois-Guilbert dans les premières secondes de chaque épisode. Ce haut-relief rejoint celui de saint Thomas More réalisé également par l'artiste.
En septembre 2017, Jean-Marc de Pas sculpte une statue en pied de sainte Teresa de Calcutta, la première en France de cette sainte. Cette œuvre est une commande de la paroisse Saint-Ferdinand-des-Ternes de Paris et de son curé Matthieu Rougé,.

#### Autres sculptures
- Le Printemps, L'Été, L'Automne et L'Hiver en 2009 à Barentin.
- Buste de Jean-Baptiste Colbert, Buste de Louis-Alexandre Dubourg, Buste d'Eugène Boudin, Buste d'Alexandre-Olivier Exquemelin, Buste de Michel Serrault et Buste de Françoise Sagan dans le jardin des personnalités à Honfleur.
- La Fontaine des Moulières sur la place de la Porte de Rouen en 2004 à Honfleur.
- Le Loup, 1999, et La Femme ailée, 2007 et la Colonne de clowns à Canteleu.
- Balzac à la station de tramway Honoré de Balzac en 1995 à Rouen.
- Buste de Jacques-Guillaume Thouret en 1989 dans une niche sur la façade de l'ancien hôtel de ville, au 1 rue Thouret, à Rouen. L'original réalisé par Alphonse Guilloux en 1889 est fondu sous le régime de Vichy, dans le cadre de la mobilisation des métaux non ferreux.
- Stèle à la mémoire des victimes des bombes volantes, site du Val Ygot (forêt d'Eawy), Ardouval.
- Couple assis à Dieppe.
- Les Écrivains, Les Quatre Saisons, Le Couple allongé et Le Couple assis au centre Matmut pour les arts à Saint-Pierre-de-Varengeville[14].
- Guillaume Le Conquérant au galop, 2022, aire de Bosgouet Sud de l'autoroute A13.
- The Little Prince, en 2023, Villa Albertine, Cinquième Avenue à New York[15].
- Antoine Bourdelle, place Foch à Montauban.

### Jardins de sculptures
| Année | Nom                                 | Conception            | Lieu                           | Note                                  |
| ----- | ----------------------------------- | --------------------- | ------------------------------ | ------------------------------------- |
| 2000  | Jardin Saint-Exupéry                | Plan et œuvres        | Voronej puis Togliatti, Russie | Projet lauréat Grand Manège de Moscou |
| 1993  | Square des Muses Square du Musicien | Plan et sculptures    | Rouen (Nord) Grand'Mare        | Violoncelliste Notes de musique       |
| 1991  | Jardin de la paix                   | Plan                  | Mahrès, Tunisie                | Installation d’autres sculptures      |
| 1988  | Jardins de sculptures               | Plan et 70 sculptures | Bois-Guilbert                  | Arbres bicentenaires, 7 hectares      |